# Survivor (Parg-dal)
A Survivor (magyarul: Túlélő) az örmény Parg dala, mellyel Örményországot képviselte a 2025-ös Eurovíziós Dalfesztiválon Bázelben. A dal 2025. február 16-án, az örmény nemzeti döntőben, a Depi Evrateszilben megszerzett győzelemmel érdemelte ki a dalversenyen való indulás jogát.

## Eurovíziós Dalfesztivál
2025. február 6-án vált hivatalossá, hogy az énekes dala bekerült az Depi Evrateszil örmény nemzeti döntő mezőnyébe. A dal 2025. február 16-án megnyerte az örmény dalversenyt, ahol a nemzeti és a nemzetközi zsűri valamint a nézők szavazatai által összesítésben az első helyezést érte el, így ez a dal képviselheti Örményországot a Eurovíziós Dalfesztiválon.
A dalt először a május 15-én rendezett második elődöntőben, fellépési sorrendben ötödikként adta elő, az Lettországot képviselő Tautumeitas Bur man laimi című dala után és az Ausztriát képviselő JJ Wasted Love című dala előtt. Az elődöntőből sikeresen továbbjutott a május 17-i döntőbe, ahol fellépési sorrendben tizennyolcadikként lépett fel, a Görögországot képviselő Klavdia Asteromáta című dala után és a Svájcot képviselő Zoë Më Voyage című dala előtt. A zsűri szavazáson tizennyolcadik helyen végezett 42 ponttal (Máltától maximális pontot kapott), míg a nézői szavazáson szintén tizennyolcadik helyen végzett 30 ponttal (Grúziától maximális pontot kapott), így összesítésben 72 ponttal a verseny huszadik helyezettje lett.

## Dalszöveg
| I’m a survivor, Stay aliver, Do or die in my prime, I’m a fighter, I’m a survivor, Won’t be tied up, Break from the pain Take your place, I’ll remind ya – A dal refrénje | Túlélő vagyok, Életben maradó, Tedd meg vagy halj meg, Egy harcos vagyok, Túlélő vagyok, Nem leszek megkötözve, Kitörök a fájdalomból Foglald el a helyed, erre emékeztetlek – A dal refrénje magyarul |

## Galéria

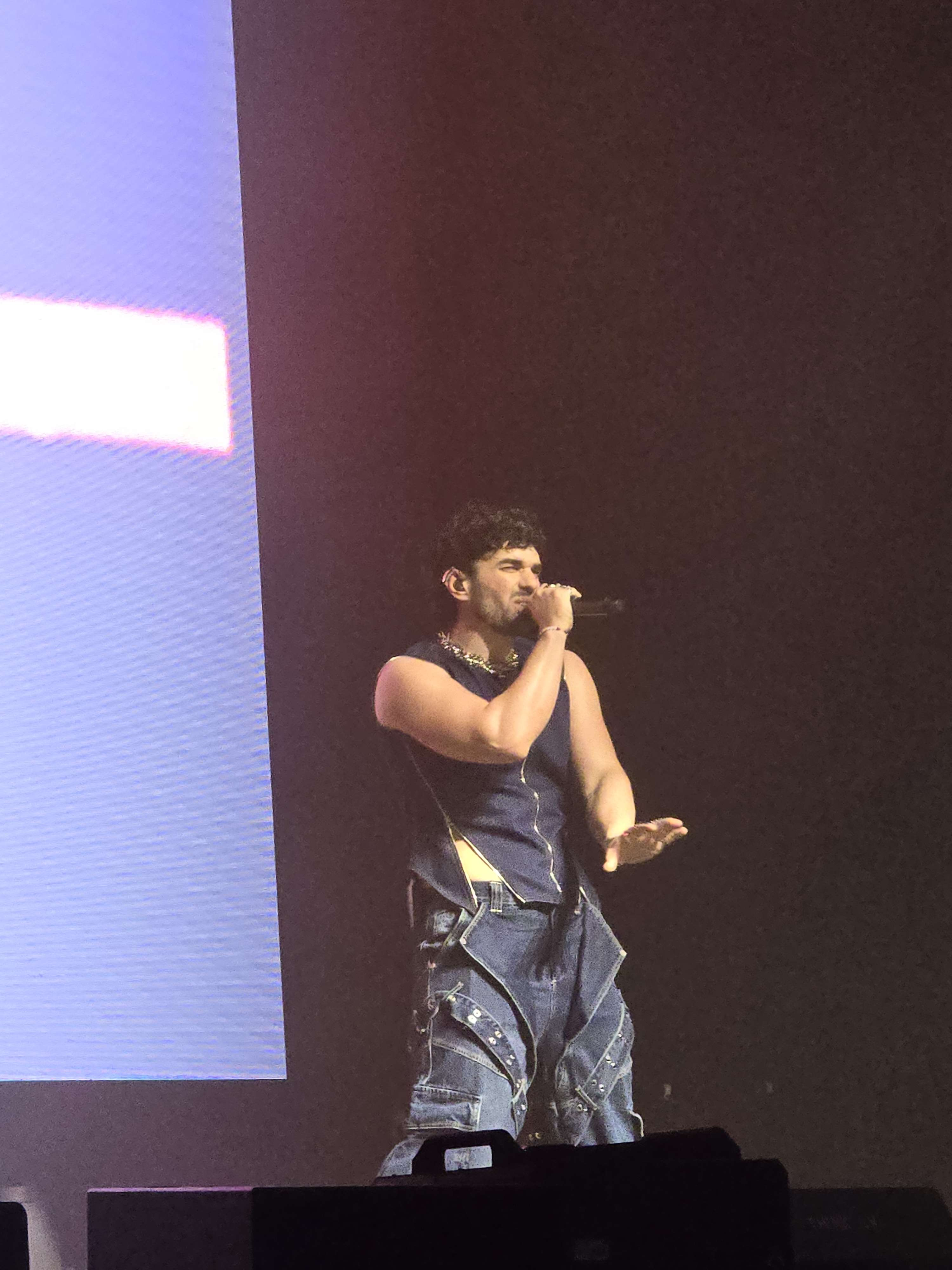
Az amszterdami eurovíziós partin
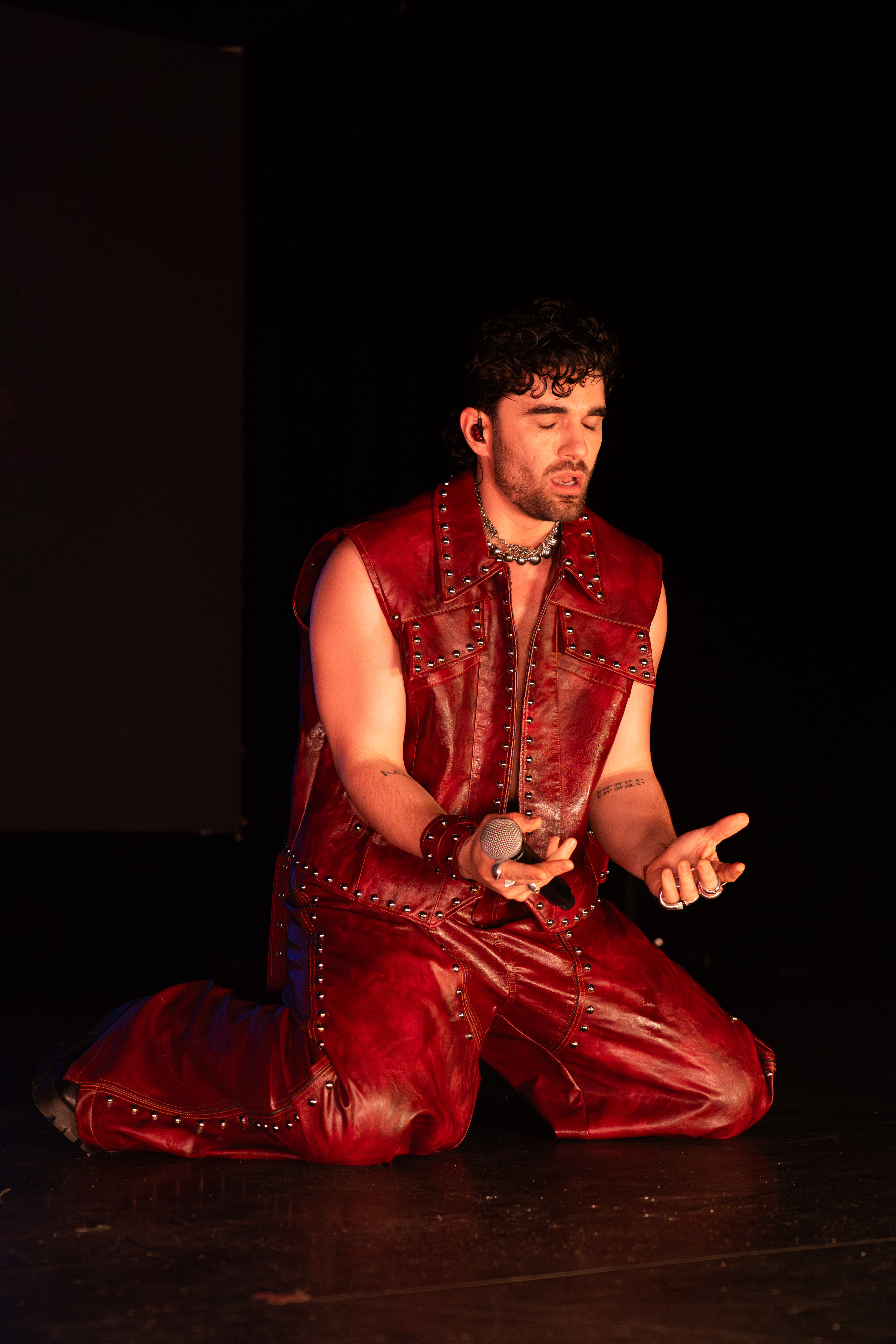
A madridi eurovíziós partin
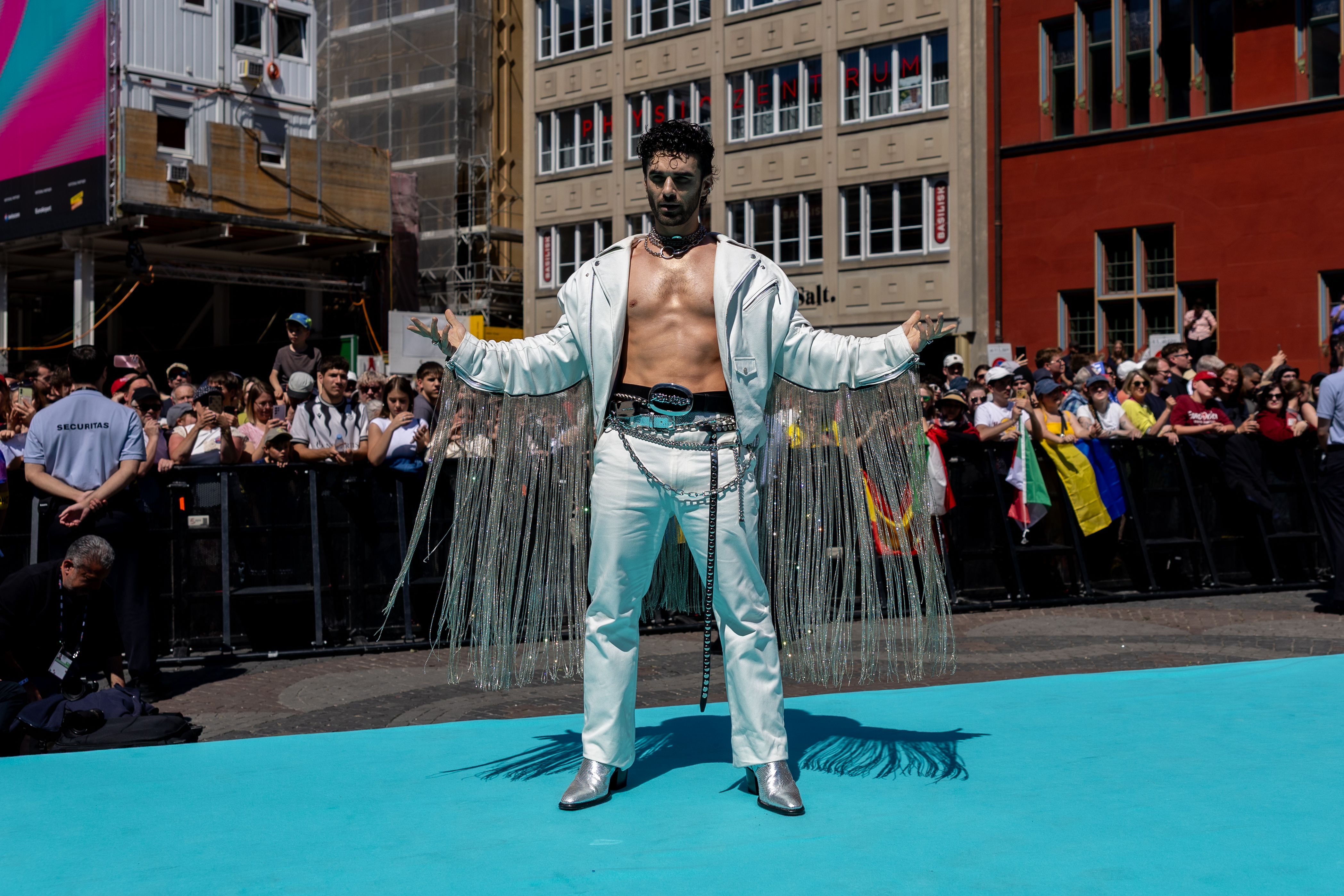
A megnyitóünnepségen
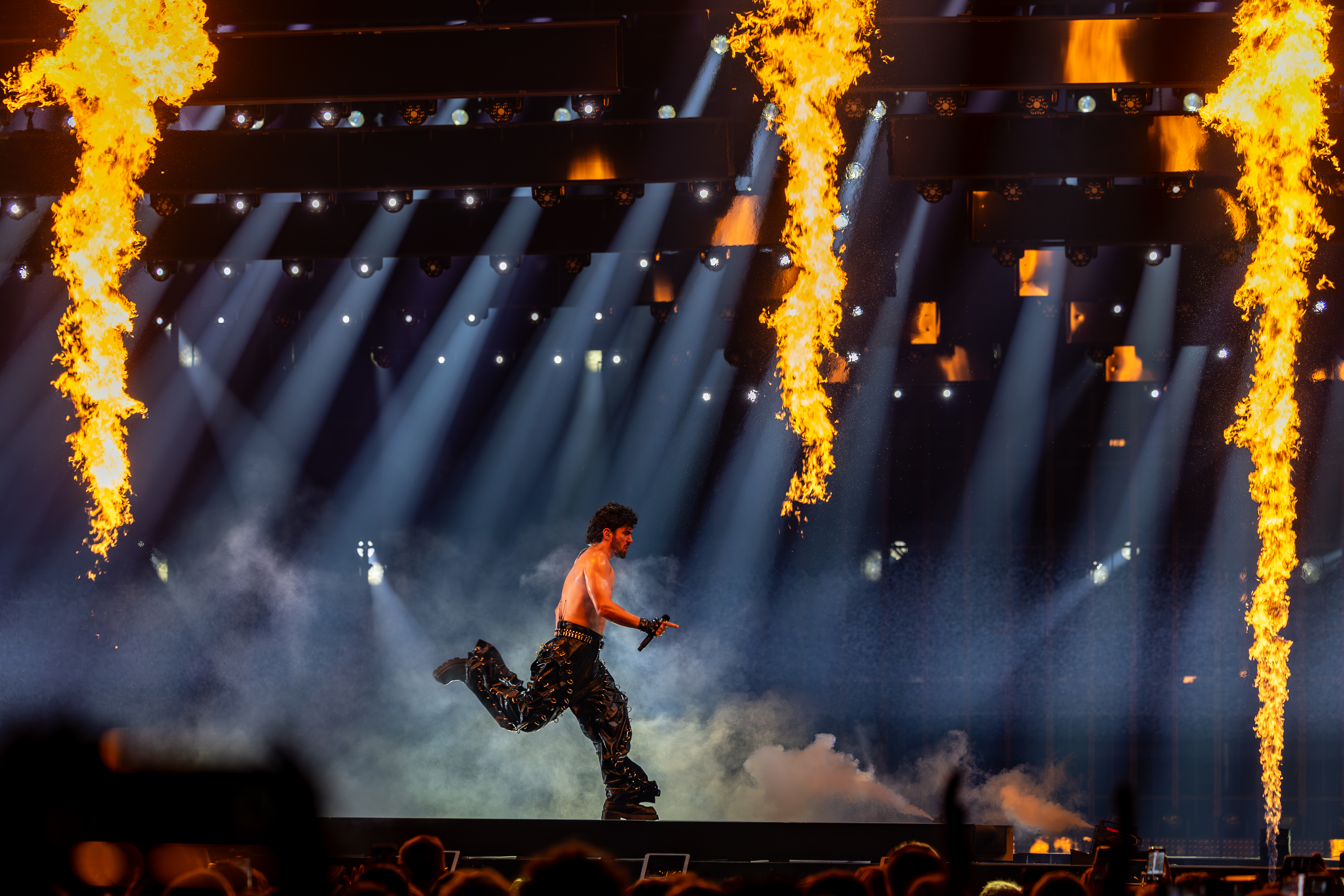
Az elődöntőben
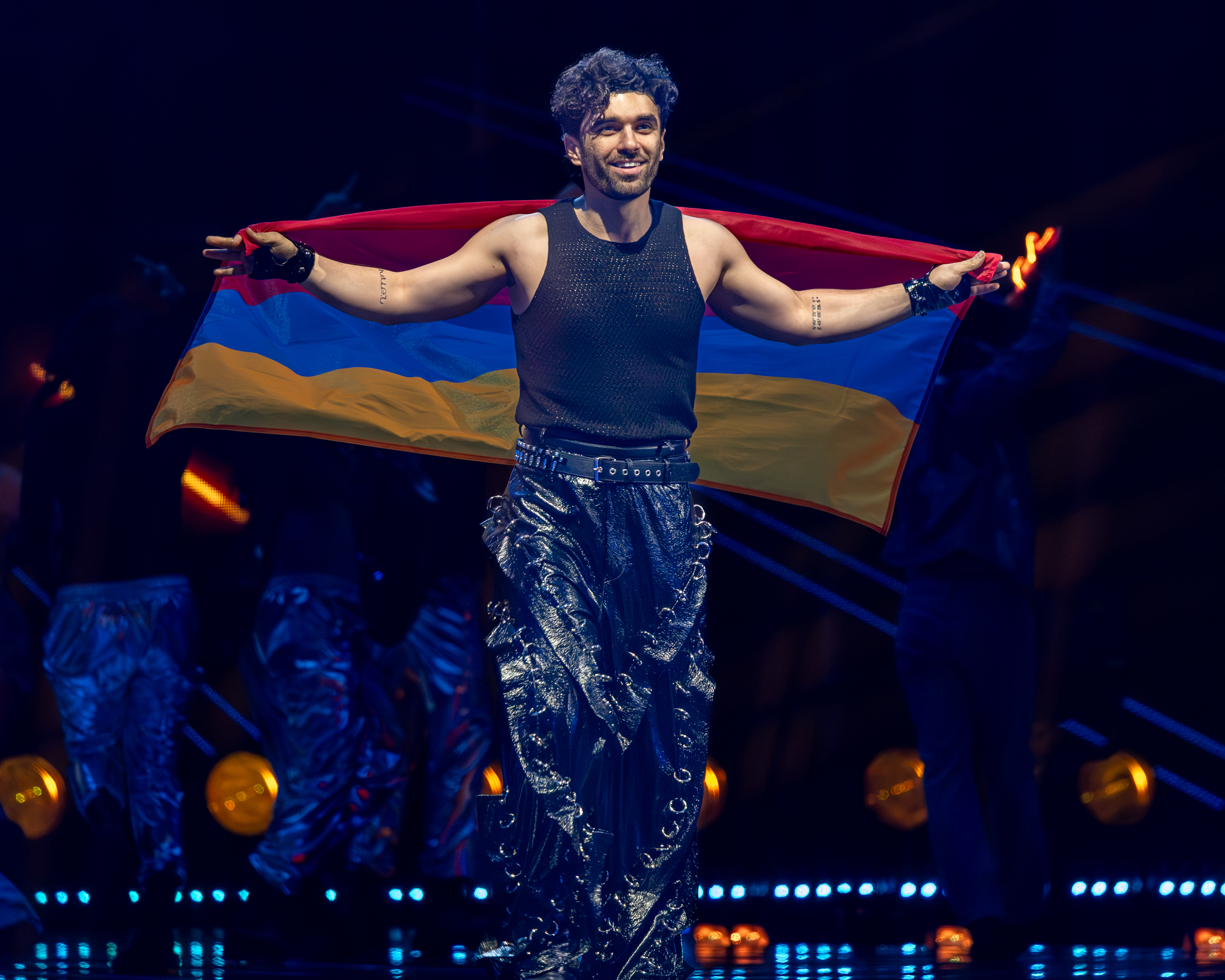
A döntő bevonulásán
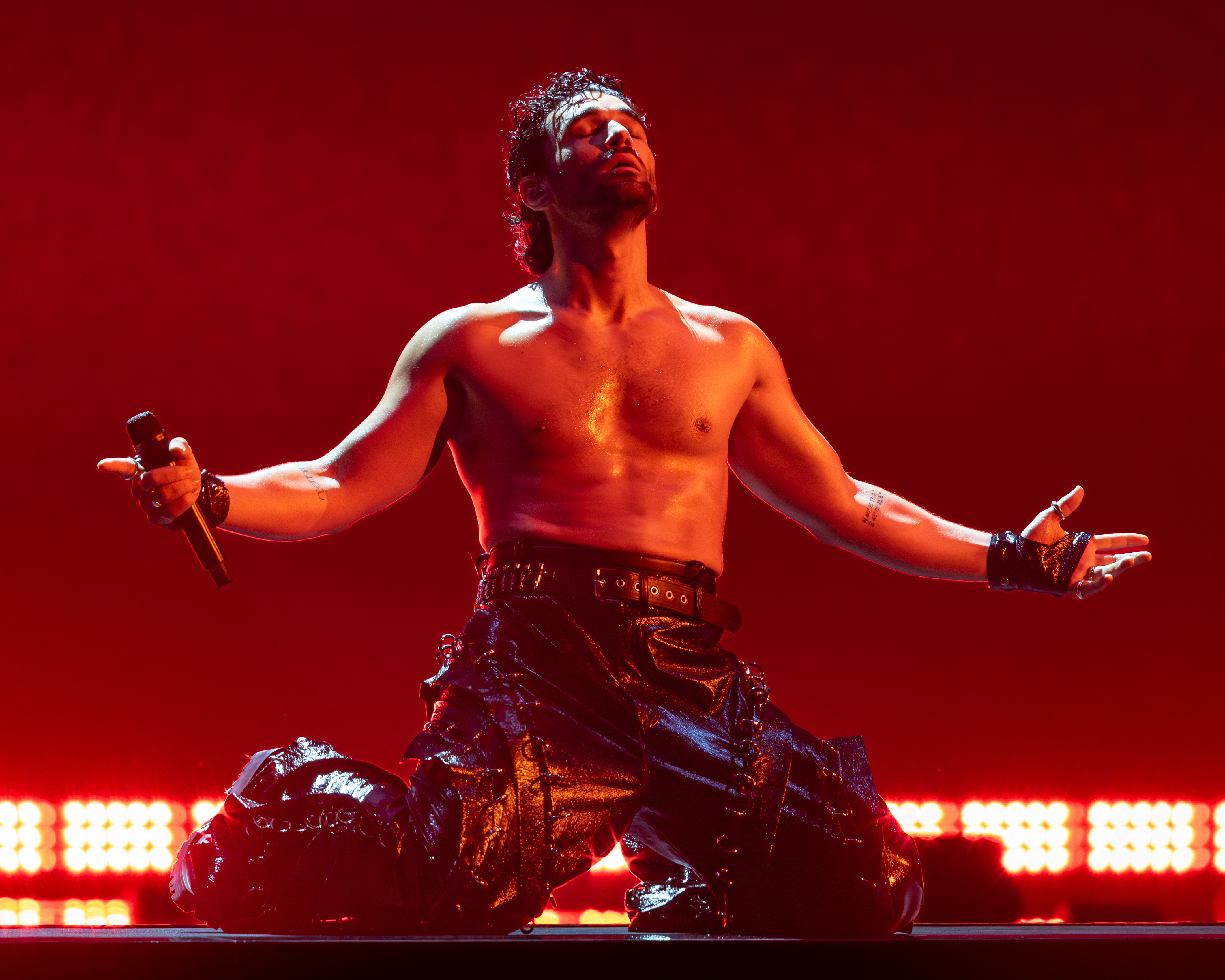
A döntőben